# Цуріков Єгор Олексійович
Єгор Олексійович Цуріков (14 квітня 1980, м. Мінськ, СРСР) — білоруський хокеїст, нападник. Виступає за ХК «Брест» у Білоруській Екстралізі.  
Виступав за «Юність» (Мінськ), «Полімір» (Новополоцьк), «Керамін» (Мінськ), «Динамо» (Мінськ), ХК «Вітебськ», «Металург» (Жлобин), «Беркут» (Київ).
У складі молодіжної збірної Білорусі учасник чемпіонату Європи 1997 (група B), чемпіонатів світу 1999 і 2000 (група B).
Досягнення
- Бронзовий призер чемпіонату України (2012).